# Mniszki (województwo łódzkie)
Mniszki – wieś w Polsce, położona w województwie łódzkim, w powiecie łęczyckim, w gminie Łęczyca. Wchodzi w skład sołectwa Janków.
| SIMC    | Nazwa           | Rodzaj    |
| ------- | --------------- | --------- |
| 0570246 | Mniszki-Parcela | część wsi |
| 0570252 | Piachy          | część wsi |

W latach 1975–1998 miejscowość administracyjnie należała do województwa płockiego.
W roku 2011 wieś Mniszki zamieszkiwało 114 osób. 